# حركة بنات الملة
حركة بنات الملة (Dukhtaran-e-Millat)، (بالإنجليزية: Daughters of the Nation)، هي منطقة إسلامية نسائية تدعم الجهاد لإقامة الشريعة الإسلامية في كشمير، ولإقامة دولة منفصلة عن الهند، تأسست المجموعة في عام 1987، وترأسها آسيا أندرابي.
تصنفها الحكومة الهندية كمنظمة إرهابية محظورة في الهند، ولا تزال محظورة في الهند اعتبارًا من عام 2018.